# Louis-Jules-Alexis Vergé
Louis-Jules-Alexis Vergé, francoski general, * 1890, † 1948.